# Sérigny (Orne)
Sérigny ist eine Ortschaft und eine Commune déléguée in der französischen Gemeinde Belforêt-en-Perche mit 349 Einwohnern (Stand: 1. Januar 2022) im Département Orne in der Region Normandie.
Mit Wirkung vom 1. Januar 2017 wurden bisherigen Gemeinden Le Gué-de-la-Chaîne, Eperrais, Origny-le-Butin, La Perrière, Saint-Ouen-de-la-Cour und Sérigny zu einer Commune nouvelle mit dem Namen Belforêt-en-Perche zusammengeschlossen und haben in der neuen Gemeinde den Status einer Commune déléguée. Der Verwaltungssitz befindet sich im Ort Le Gué-de-la-Chaîne. Die Gemeinde Sérigny gehörte zum Arrondissement Mortagne-au-Perche und zum Kanton Ceton.

## Lage
Nachbarorte von Sérigny sind Eperrais im Nordwesten, Saint-Ouen-de-la-Cour im Norden, Colonard-Corubert im Nordosten, Saint-Jean-de-la-Forêt im Osten, Dame-Marie im Südosten, Appenai-sous-Bellême im Süden und Saint-Martin-du-Vieux-Bellême und Bellême im Westen. Sérigny ist an seiner Westflanke unmittelbar mit der Stadt Bellême derart zusammengewachsen, dass man den Ortsübergang im Zuge der Ortsdurchfahrt nur am jeweiligen Ortsschild erkennen kann.

## Bevölkerungsentwicklung
| Jahr      | 1962 | 1968 | 1975 | 1982 | 1990 | 1999 | 2008 | 2015 |
| --------- | ---- | ---- | ---- | ---- | ---- | ---- | ---- | ---- |
| Einwohner | 330  | 354  | 410  | 378  | 412  | 435  | 370  | 389  |

## Sehenswürdigkeiten
- Château du Tertre, seit dem 16. Mai 1979 ein Monument historique
- Kirche Saint-Rémi

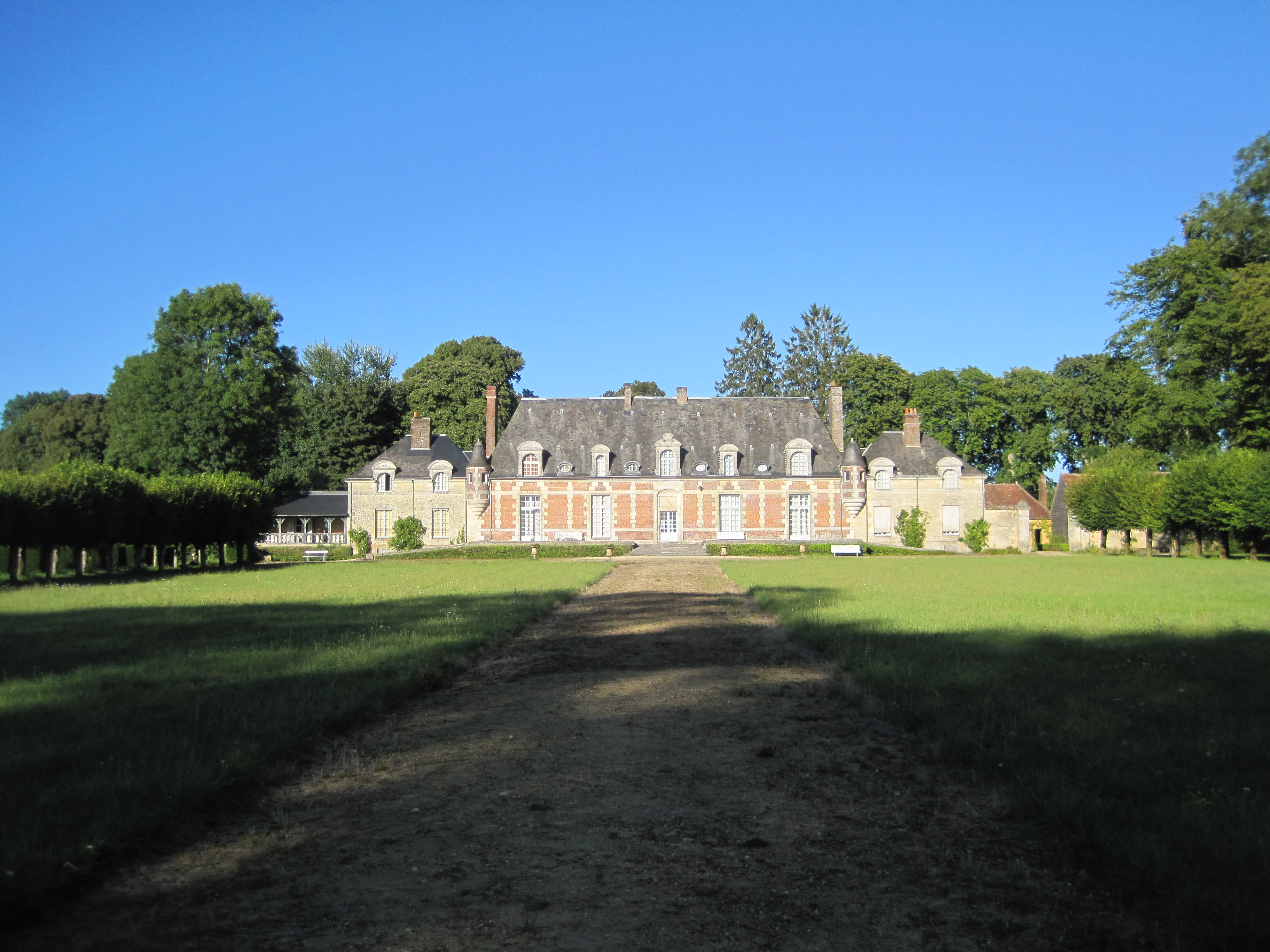
Château du Tetre
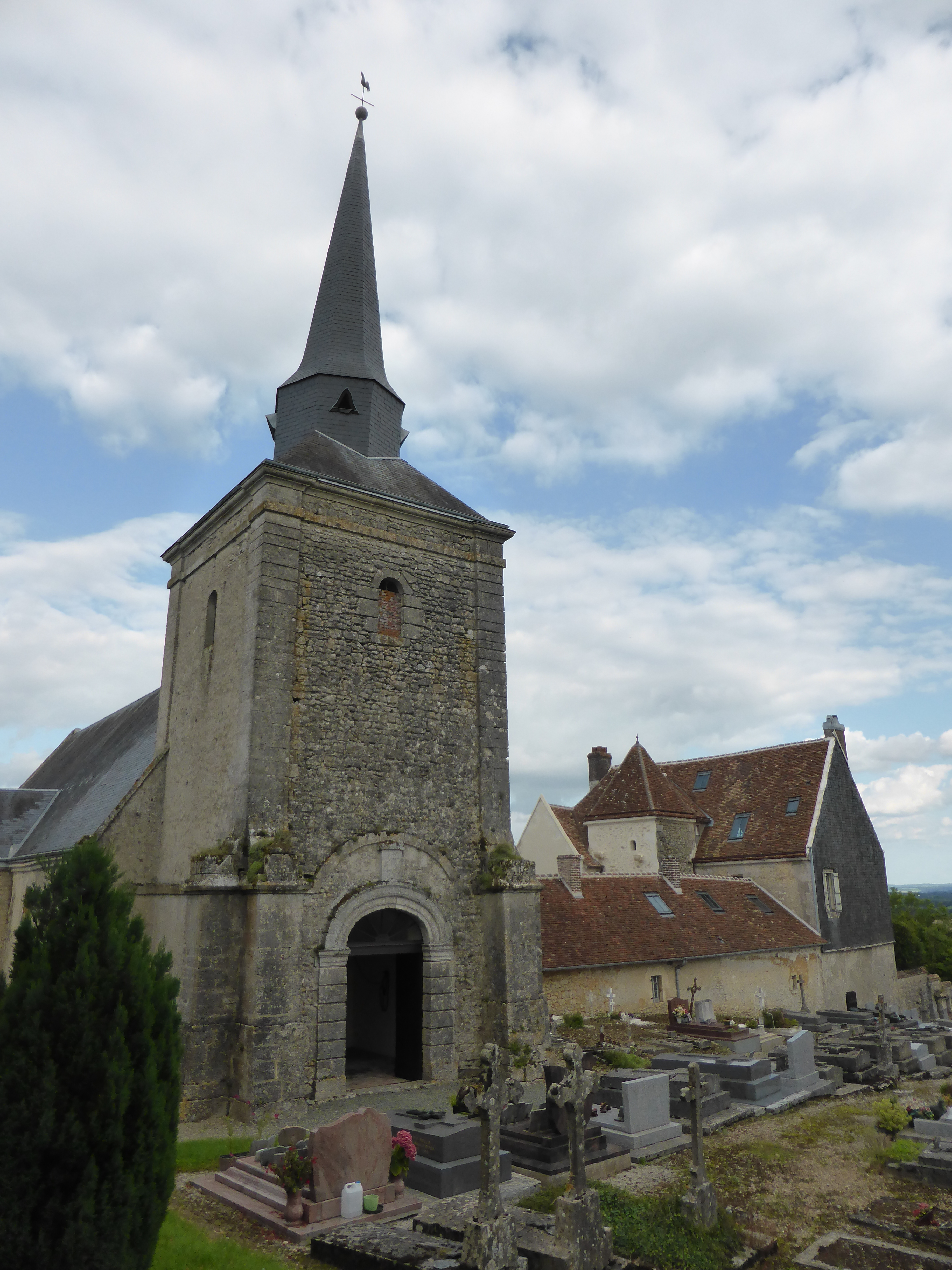
Kirche Saint-Rémi